# شاها علي رضا
شاها علي رضا اقتصادية ليبية، وموظفة كبيرة في البنك الدولي وعدة منظمات اقتصادية أخرى ذات علاقة.

## حياتها المبكرة
ولدت في عام 1954 في مدينة طرابلس بـ ليبيا، لأب ليبي وأم سعودية تربت في السعودية، تونس والمملكة المتحدة حيث أنها تحمل الجنسية البريطانية.
نشأت شاها في تونس وتنقلت في مطلع حياتها للعيش بين السعودية وبريطانيا. ثم للعيش في الولايات المتحدة بعد زواجها، حيث بدأت تعمل بنشاط في مؤسسات دعم الديمقراطية.